# ابو حماد
ابو حماد نام شهر و شهرستانی در استان شرقیه مصر است.

## منبع
مشارکت‌کنندگان ویکی‌پدیا. «قائمة بمراکز مصر». در دانشنامهٔ ویکی‌پدیای عربی، بازبینی‌شده در ۲۱ مارس ۲۰۰۷.